# Quần đảo Hà Tiên
Quần đảo Hà Tiên hay quần đảo Hải Tặc là một quần đảo trong vịnh Thái Lan thuộc xã Tiên Hải, thành phố Hà Tiên, tỉnh Kiên Giang, Việt Nam.
Do hồi trước thế kỷ 20 cướp biển từng hoành hành khu vực này nên quần đảo được gọi quần đảo Hải Tặc. Tên gọi và phạm vi quần đảo hiện áp dụng cho các đảo thuộc Việt Nam quản lý.

## Địa lý tự nhiên

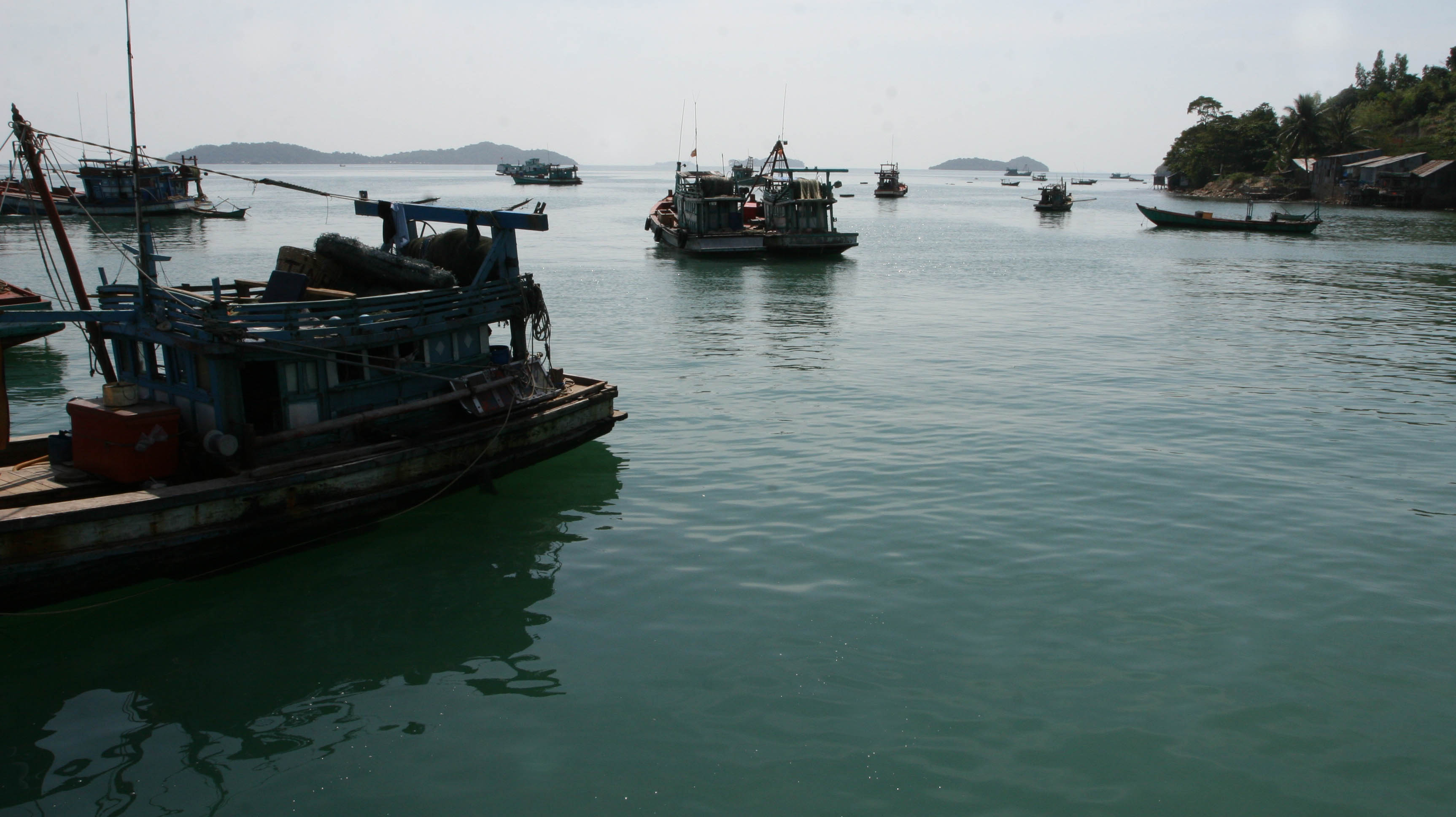
Âu thuyền quần đảo Hà Tiên. Ảnh: Đỗ Doãn Hoàng.

Quần đảo Hà Tiên nằm trong vịnh Thái Lan, ở về phía tây bắc của quần đảo Bà Lụa, cách bờ biển Hà Tiên và đất liền lần lượt là 11 hải lý (27,5 km) và 7 hải lý (18 km) về phía tây, cách đảo Phú Quốc 16 hải lý (40 km) về phía đông. Các đảo nằm gần nhau với độ cao dưới 100 mét, trong đó hòn Đốc (tức hòn Tre Lớn) là đảo lớn nhất. Tổng diện tích của quần đảo là 1.100 ha, rải ra trên vùng biển rộng 5 km và dài 7 km. Các đảo được cấu tạo chủ yếu từ đá phiến và sa thạch Creta. Do đặc điểm địa hình địa chất mà các đảo đều hiếm nước ngọt.
Việc phân chia các đảo thuộc "quần đảo Hải Tặc" mang tính quy ước, không rõ ràng về phạm vi và số lượng, do phân bố đảo trong vùng gây ra. Theo Anh Động (2010), "quần đảo Hải Tặc là cụm hòn gồm 24 đảo lớn nhỏ (trừ vài đảo Campuchia cưỡng chiếm năm 1958), còn lại cực bắc là hòn Quéo cách thành phố Kep, Vương quốc Campuchia 4 km, kéo dài 25 km, cực nam của hòn Đước.", đồng thời được phân thành hai "đám đảo nam bắc". Trong khi đó, cách hiểu "quần đảo Hải Tặc" ngày nay có sự khác biệt khi số lượng đảo được thống kê ít hơn: 16 đảo, 15 đảo hoặc 14 đảo
Danh sách các đảo chính
1. Hòn Đốc 10°18′59″B 104°19′45″Đ / 10,316504°B 104,329194°Đ, đảo lớn nhất, trung tâm hành chính xã Tiên Hải
2. Hòn Tre Vinh 10°18′43″B 104°19′18″Đ / 10,31197°B 104,32173°Đ
3. Hòn Trục Môn (h.Gui) 10°18′18″B 104°19′06″Đ / 10,304873°B 104,3184°Đ
4. Hòn Long 10°17′55″B 104°20′57″Đ / 10,29874°B 104,349061°Đ
5. Hòn Ngan 10°17′35″B 104°20′25″Đ / 10,29313°B 104,340315°Đ
6. Hòn Nhóm 10°17′30″B 104°18′56″Đ / 10,291591°B 104,315643°Đ
7. Hòn Đôi 10°17′08″B 104°19′44″Đ / 10,285667°B 104,32899°Đ
8. Hòn Chơ Rơ 10°16′46″B 104°18′56″Đ / 10,279314°B 104,315478°Đ
9. Hòn Cướp Nam 10°15′23″B 104°18′36″Đ / 10,256278°B 104,310007°Đ
10. Hòn Xi Xi 10°12′38″B 104°14′15″Đ / 10,210646°B 104,237501°Đ

## Lịch sử

### Tên gọi

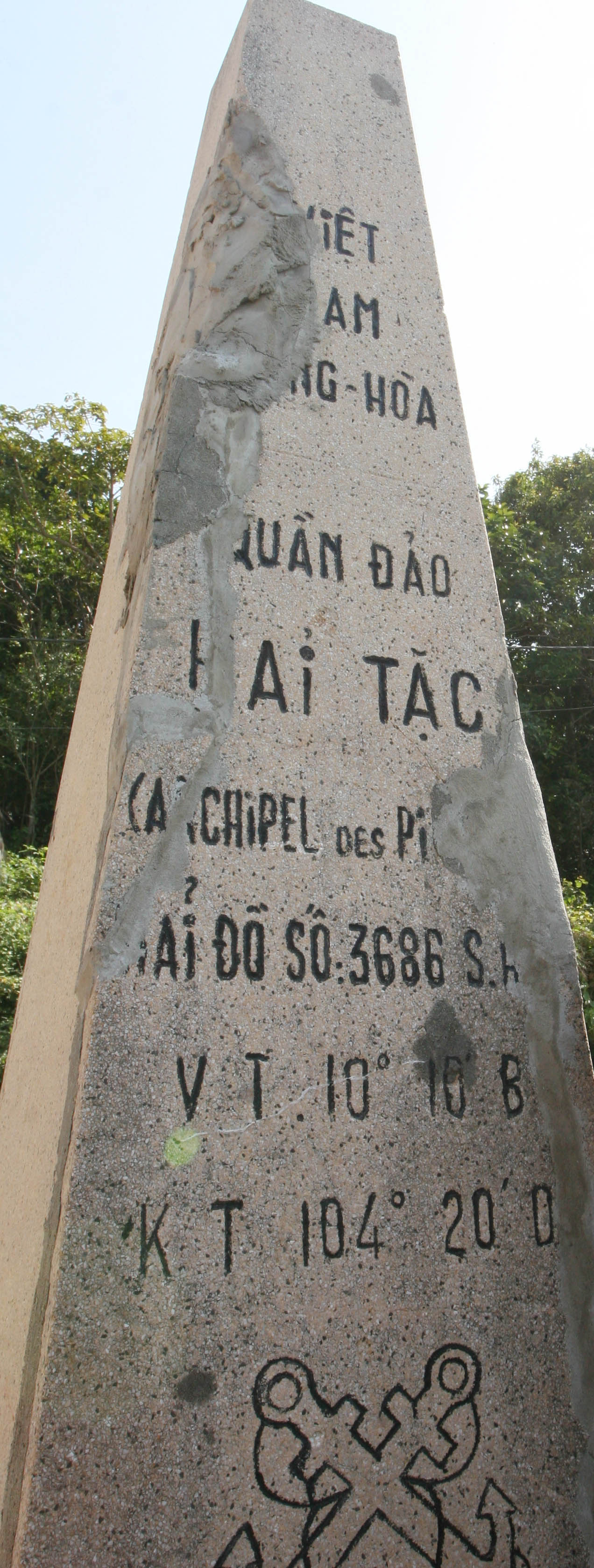
Bia chủ quyền quần đảo Hải Tặc ở phía tây hòn Đốc. Bia này chỉ liệt kê mười một địa danh là hòn Kèo Ngựa, hòn Kiến Vàng, hòn Tre Lớn, hòn Tre Vinh, hòn Gùi, hòn Ụ, hòn Giang, hòn Chơ Rơ, hòn Đước, hòn Bô Dập và hòn Đồi Mồi. Ảnh: Đỗ Doãn Hoàng.

Quần đảo Hà Tiên còn có tên cũ là quần đảo Hải Tặc do quần đảo này từng là căn cứ của cướp biển vào khoảng cuối thế kỷ 17 và đầu thế kỷ 18. Xuất phát từ đây, các toán hải tặc tấn công, khống chế và gây tội ác với các tàu buôn lớn của Trung Quốc và các nước phương Tây trong khu vực vịnh Thái Lan.
Thời Việt Nam Cộng hoà, quần đảo này vẫn mang tên là quần đảo Hải Tặc. Phái bộ quân sự của họ đã đến thị sát quần đảo ngày 28 tháng 7 năm 1958.

### Nạn cướp biển trong quá khứ
Theo nhà sử học Trương Minh Đạt, do quần đảo có địa hình hiểm trở, lại nằm trên tuyến đường thông thương quan trọng nên một thời gian dài là nơi lý tưởng để cướp biển đồn trú, ẩn nấp, mai phục và tấn công các tàu buôn qua lại. Đỉnh điểm của nạn cướp biển diễn ra vào giai đoạn Hà Tiên không có bộ máy chính quyền cai quản do chính quyền của Mạc Thiên Tích bị quân Xiêm đánh bại. Khi đó, tàu bè nước ngoài vẫn tự do lưu thông vào thương cảng ở đây, và trong số đó có cả tàu của cướp biển. Ngay cả đến khi Pháp chiếm vùng Hà Tiên thì vùng biển này vẫn bị cướp biển hoành hành.
Có một số tin đồn kể về các kho báu bí mật tại quần đảo. Vào tháng 3 năm 1983, một người Mỹ và một người Anh từ đảo Phú Quốc đã xâm nhập hòn Tre Nhỏ thuộc quần đảo Hà Tiên với hành trang mang theo người là bộ đàm, ống nhòm, hải đồ,... Sau khi bị cư dân địa phương dùng tàu biển vây bắt, hai người này khai rằng họ có bản đồ 300 tuổi vẽ kho báu của cướp biển do dòng họ truyền lại. Năm 2009, một số ngư dân đã vô tình tìm thấy một lượng tiền cổ.

### Vấn đề liên quan
Theo quan điểm của Việt Nam, từ đầu thế kỷ 18 cho đến trước năm 1939, toàn bộ các đảo giữa Việt Nam và Campuchia thuộc chủ quyền của Việt Nam. Từ năm 1939, Campuchia chính thức quản lý về mặt hành chính và cảnh sát các đảo ở phía bắc đường Brévié. Tuy nhiên, chính quyền Nam Kỳ và sau đó là chính quyền Việt Nam Cộng hòa không chấp nhận và vẫn xem nhóm đảo Bắc Hải Tặc (một nhóm đảo nằm gần Campuchia) thuộc chủ quyền Việt Nam. Đến năm 1958, Campuchia đưa quân ra chiếm nhóm Bắc Hải Tặc. Ngày 7 tháng 7 năm 1982, hai nước Việt Nam và Campuchia đã ký Hiệp định về Vùng nước lịch sử giữa hai nước, theo đó lấy đường Brévié được vạch ra năm 1939 làm đường phân chia đảo trong khu vực vịnh Thái Lan.

## Hành chính
- Ngày 14 tháng 1 năm 1983, chính quyền Việt Nam lập xã Hoà Đốc thuộc huyện Kiên Hải, tỉnh Kiên Giang.[6]
- Ngày 27 tháng 9 năm 1983, xã Hoà Đốc đổi tên thành xã Tiên Hải.[11][12]
- Ngày 24 tháng 5 năm 1988, xã Tiên Hải chuyển sang thuộc quyền quản lý của huyện Hà Tiên.[11]
- Ngày 8 tháng 7 năm 1998, xã Tiên Hải trực thuộc thị xã Hà Tiên.[11]
- Ngày 11 tháng 9 năm 2018, xã Tiên Hải thuộc thành phố Hà Tiên như hiện nay.[13]

## Dân cư

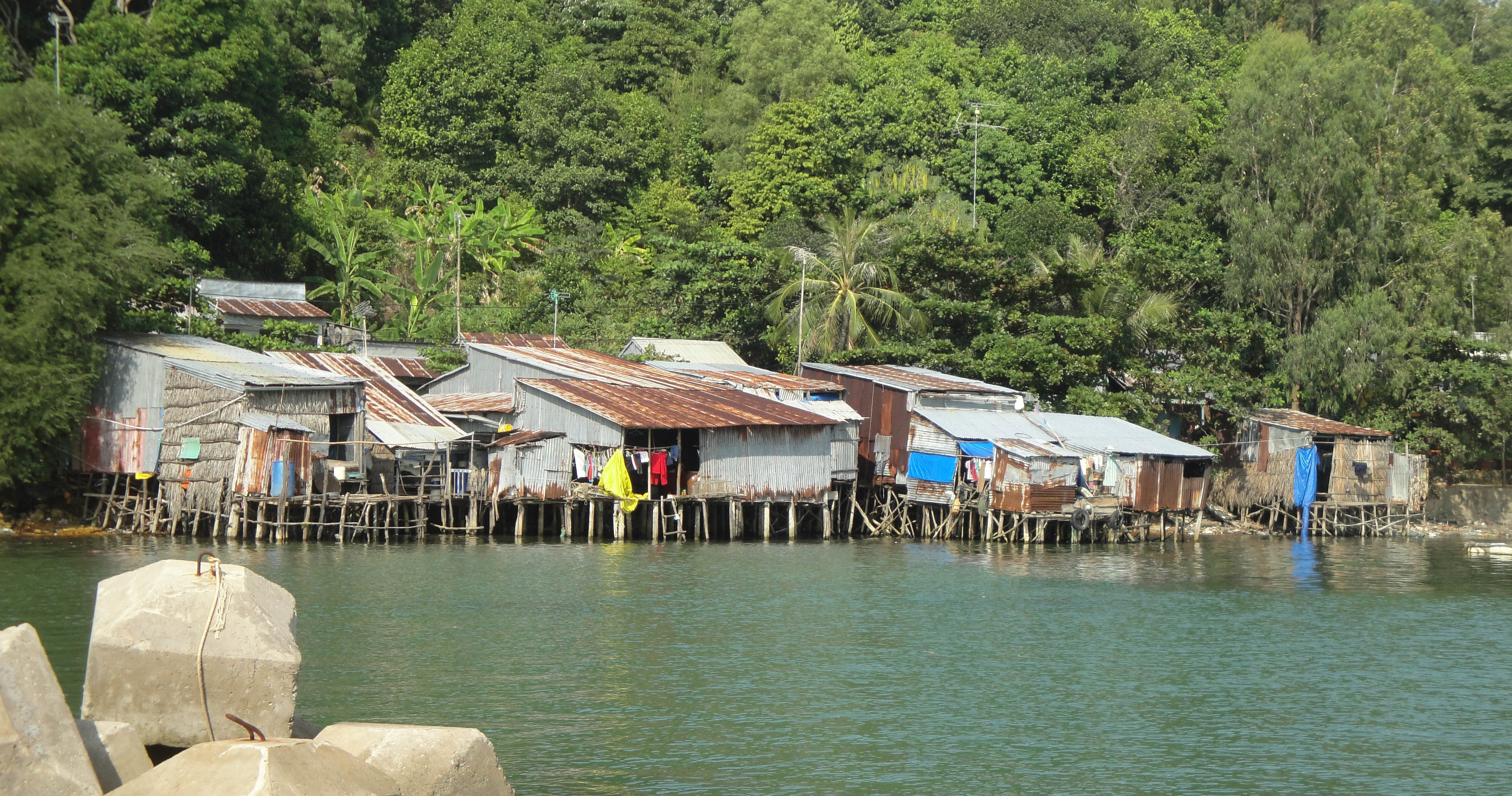
Nhà cửa tại một đảo trong quần đảo Hà Tiên. Ảnh: Đỗ Doãn Hoàng.

Trong quần đảo Hà Tiên, chỉ có 6-7 đảo là có con người sinh sống như hòn Đốc, hòn Đước, hòn Giang, hòn Ụ, hòn Đồi Mồi,... Theo nghị định thành lập thị xã Hà Tiên năm 1998, quần đảo Hải Tặc khi này có 1.055 nhân khẩu. Đầu năm 2012, cả quần đảo có hơn 420 hộ gia đình với gần 1.800 nhân khẩu.
Quần đảo Hà Tiên có diện tích 11 km², dân số năm 2020 là 1.704 người, mật độ dân số đạt 155 người/km².

## Kinh tế
Cư dân địa phương sống chủ yếu bằng ngư nghiệp (đánh bắt hải sản) và dịch vụ. Năm 2011, tổng lượng hải sản khai thác là 22.000 tấn. Thu nhập bình quân đầu người khoảng 48 triệu đồng Việt Nam/người/năm. Ngoài ra, tình trạng thiếu nước vào mùa khô đã được giải quyết nhờ một hồ chứa nước ngọt.
Năm 2007, chính quyền tỉnh Kiên Giang đã chấp thuận chủ trương cho nhà đầu tư thuê một số hòn đảo thuộc quần đảo Hà Tiên để phát triển các khu du lịch sinh thái biển. Công ty Cổ phần Thủy sản Kiên Giang được cho thuê sáu hòn đảo để đầu tư du lịch nghỉ dưỡng, tắm biển, câu cá. Đầu năm 2008, chính quyền tỉnh Kiên Giang phê duyệt quy hoạch xây dựng khu du lịch sinh thái trên diện tích khoảng 42 ha thuộc hai đảo là hòn Tre Vinh và hòn Đước thuộc quần đảo Hà Tiên của Công ty Cổ phần Thương mại và Xây dựng H&T, theo đó phần trên hòn Tre Vinh có 12 khu chức năng và phần trên hòn Đước có 17 khu chức năng.